# Les deux journées
Les deux journées, ou Le porteur d'eau (De två dagsresorna eller Vattendragaren) är en opera i tre akter av Luigi Cherubini med text av Jean Nicolas Bouilly.

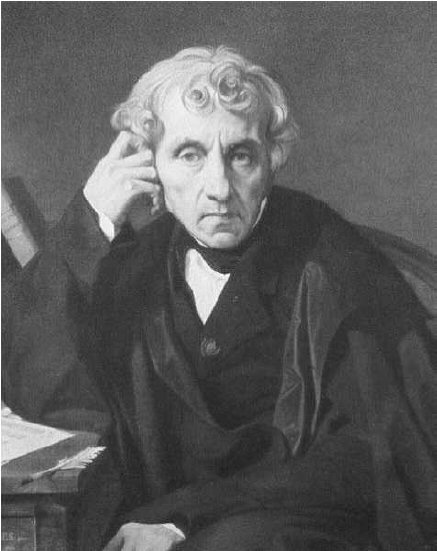
Luigi Cherubini

## Historia
Bouillys libretto är baserad på en verklig händelse från tiden för jakobinernas skräckvälde, då en vattenförsäljare räddade en ämbetsman undan döden. Enligt Bouillys memoarskrift Récapitulations från 1836 handlar det om "en lektion i mänsklighet", inte om ett politiskt ställningstagande mot revolutionen. Han förlade därför handlingen till år 1647, då kardinal Jules Mazarin befallde att de adelsmän som tillhörde prinsen av Condés, Louis II Condé, parti skulle gripas under frondeoroligheterna. Uruppförandet av operan (på svenska kallas den vanligen Vattendragaren fast det naturligtvis rör sig om en vattenförsäljare) 16 januari 1800 på Théâtre Feydeau i Paris blev en enorm succé. Verket blev kvar på repertoaren ända fram till 1830 och återuppfördes 1842. Operan blev även en stor framgång utanför Frankrikes gränser, särskilt inom det tyska språkområdet, där den snart ingick i standarrepertoaren. Runt sekelskiftet 1900 svalnade emellertid intresset och man försökte hjälpa upp styckets popularitet genom olika bearbetningar och aktualiseringar.
Svensk premiär den 2 december 1803 på Arsenalsteatern i Stockholm med titeln Wattendragaren. Den spelades 137 gånger fram till 1896.

## Räddningsopera
Operans grundtema är humanitetstanken, enligt vilken man bör hjälpa varje nödställd människa, oberoende av hennes härkomst eller samhällsställning. Räddarens hjältemod och uppoffringar, och den hotades bävan och dödsskräck, försåg tonsättaren med den rad mänskliga sinnestillstånd och därmed också möjlighet till att skapa musikaliska gestalter utifrån en grundläggande moralisk och upplysningsmässig synvinkel. Cherubinis Les deux journées skattades högt av såväl Beethoven som Carl Maria von Weber. Beethovens opera Fidelio är baserad på grundtypen för en räddningsopera, vilket känns igen av såväl de enskilda elementen i utformningen som på melodramtekniken. 
I finalen till Les deux journées framförs moralen, livets högsta mål är att tjäna mänskligheten, visserligen av kören, men vattenförsäljaren är en hyllning till den lilla människan. På scenen handlar det om genomsnittsmänniskan, en ur massan eller ur publiken, som blir till hjälte tack vare sin medmänsklighet. Frihetstanken uppenbaras av medmänskligheten. Viljan att rädda blir till en trosbekännelse, till ett livsprogram i samma anda som Fidelio: 
Han söker sina bröders broder, och hjälper gärna om han kan.

## Personer
- Armand, greve (tenor)
- Constance, hans hustru (sopran)
- Daniel Micheli, savojard och vattenförsäljare (basstämma)
- Antoine, hans son (tenor)
- Marcelline, hans dotter (sopran)
- Sémos, en rik arrendator i Gonesse (basstämma)
- Angélique, hans dotter (sopran)
- Två officerare (basstämmor)
- En gardesofficer (stum roll)
- Två italienska soldater (basstämmor)
- En flicka (sopran)
- Invånare i Gonesse, soldarer, lantfolk (kör)

## Handling
Akt I
Michelis son Antoine skall följande morgon gifta sig med den rike arrendatorn Sémos dotter Angélique. Som bevis för att alla människor är jämställda och av nödvändigheten att handla ädelmodigt berättar han hur en adelsman en gång räddade en savojard från att frysa ihjäl och hur denne senare i gengäld lyckades befria adelsmannen ur ett fängelse. Han har även själv en gång räddats från att svälta ihjäl av en främmande adelsman. När greve Armand och dennes hustru ber om hjälp undan kardinal Mazarins förföljelse, känner den ädelmodige Micheli i adelsmannen igen den främling som en gång räddade honom undan hungersdöden och får nu en möjlighet att återgälda skulden. Han gömmer greven och grevinnan i sitt hus, utklädda till savojardiska och en vattenförsäljare. Greven upptäcks inte ens vid en husundersökning.
Akt II
Tidigt på morgonen försöker grevinnan, som har på sig Marcellines kläder, passera stadsporten i sällskap med Antoine. Men hon blir stoppad och man vägrar att släppa in henne, eftersom hon inte stämmer in på beskrivningen i passet. Men en officer, som föregående dag ledde husundersökningen hos Michelis griper in och identifierar grevinnan som vattenförsäljarens dotter och låter henne passera. Senare anländer Micheli som vanligt med sin vagn med vattenfatet, i vilket greven har gömt sig. När han frågas ut om det efterlysta greveparet, sänder han iväg förföljarna i fel riktning, så att greven osedd kan lämna tunnan och fly från Paris.
Akt III
Antoine har fört greven och grevinnan till sin svärfar. Men under bröllopsfestligheterna, där byborna skänker bruden Angéliques duvor som kärlekssymbol, ockuperas byn av italienska soldater som kvarterar in sig hos Sémos. Greven tvingas gömma sig i ett ihåligt träd. När hans hustru Constance kommer med mat åt honom, upptäcks hon och grips av soldaterna. Armand hör hennes rop på hjälp och lockas därigenom att lämna sitt gömställe. I sista minuten lyckas Micheli med hjälp av franska soldater rädda dem båda undan döden. Drottningen har nämligen med de parisiska borgarnas stöd lyckats genomdriva en benådning av det populära greveparet. Inget står nu längre i vägen för Angéliques och Antoines bröllopsfest.